# Rancho Arriba
Rancho Arriba är en kommun i Dominikanska republiken.   Den ligger i provinsen San José de Ocoa, i den centrala delen av landet, 50 km väster om huvudstaden Santo Domingo. Antalet invånare är 
i kommunen är cirka 10 000.
Terrängen runt Rancho Arriba är huvudsakligen kuperad. Rancho Arriba ligger nere i en dal. Närmaste större samhälle är San José de Ocoa, 18,6 km söder om Rancho Arriba. Omgivningarna runt Rancho Arriba är en mosaik av jordbruksmark och naturlig växtlighet.